# Plasmocytoom
Een plasmocytoom is een kwaadaardige tumor bestaande uit een woekering van plasmacellen. Deze vorm van kanker komt meestal voor als onderdeel van de ziekte van Kahler en soms als een plasmacytoïde uitrijping van een lymfoom.

## Vormen en verschillen
Een plasmocytoom kan ontstaan in het bot (ossaal) of in elders in het lichaam (in de weke delen, extramedullair), daarom dient bij een plasmocytoom onderscheid te worden gemaakt tussen
- (solitair) plasmocytoom van het bot (SPB ofwel ossaal) of
- (solitair) extramedullair plasmocytoom (EP of SEP)

omdat deze een verschillend beloop hebben. Extramedullair betekent in deze context buiten het beenmerg.
Voorheen werd aangenomen dat zowel SPB als SEP een manifestatie zijn van hetzelfde proces, vanwege de overeenkomsten in celpopulaties en verwantschap met multipel myeloom. Inmiddels is duidelijk dat:
- SPB meestal onderdeel zijn van multipel myeloom
- SEP zich soms anders vormen of gedragen dan bij multipel myeloom en in die gevallen onder een geheel andere aandoening dienen te worden geschaard (zoals een lymfoom)[2], met name het marginalezonelymfoom waar het een plasmacytoïde uitrijping betreft

derhalve behoeven zij zowel een andere diagnose als prognose.

## Symptomen
Bij SPB heeft de patiënt vaak last van botpijn. SEP kunnen klachten veroorzaken in het aangedane gebied of orgaan.

## Diagnose
De diagnose van een plasmocytoom vindt meestal plaats via het afnemen van een biopt uit het aangedane weefsel. De celpopulaties zijn vaak MUM-1 en CD138 positief. Bij SPB is in meer dan 70% van de gevallen sprake van een M-proteïne (of M-component/paraproteïnemie) in het serum, bij SEP komt dit in minder dan 25% van de gevallen voor.

## Behandeling
De behandeling is afhankelijk van de aanwezigheid van een systemische aandoening. Wanneer sprake is van de ziekte van Kahler moet het plasmocytoom onder deze aandoening worden behandeld. In andere gevallen (bijvoorbeeld een solitair plasmocytoom, zonder bewijs voor een systemische ziekte) dient deze afzonderlijk te worden behandeld.
Een plasmocytoom is zeer gevoelig voor bestraling ('radiosensitief'), derhalve heeft radiotherapie veelal de voorkeur (meestal 40Gy). Bij een diffuus ziektebeeld of meerdere (3 of meer) lokalisaties echter, is een chemotherapie de voorgeschreven behandeling.

## Prognose
De overlevingsduur na de diagnose van een plasmocytoom loopt uiteen op basis van de oorsprong (betrokkenheid van het beenmerg) en lokalisatie. Bij plasmocytomen die ontstaan zijn in het bot (SPB) is de kans op progressie naar multipel myeloom beduidend groter dan wanneer deze ontstaan in de weke delen (EP) van het lichaam.
Progressie vindt meestal binnen 2-3 jaar plaats.
Patiënten met SPB leven (door progressie naar multipel myeloom) gemiddeld 6 tot 10 jaar. Meer dan 80% van de patiënten met SEP is 10 jaar na de eerste behandeling ziektevrij.
Wanneer reeds sprake is van multipel myeloom en de patiënt zich presenteert met meerdere lokalisaties van SPB of SEP, is dat veelal een indicatie van het laatste stadium van het myeloom. In dit geval is behandeling vaak niet zinvol meer en zal de patiënt binnen korte tijd overlijden.